# Dan Frazer
Dan Frazer, né Daniel Thomas Frazer le 20 novembre 1921 à New York et mort dans cette ville le 16 décembre 2011, est un acteur américain connu pour avoir interprété le rôle de Frank McNeil au côté de Telly Savalas dans la série télévisée Kojak entre 1973 et 1978.
Il a également collaboré avec le réalisateur et acteur Woody Allen dans quatre de ses films : Prends l'oseille et tire-toi (1969), Men of Crisis: The Harvey Wallinger Story (1971), Bananas (1971) et Harry dans tous ses états (1997).
Décédé le 16 décembre 2011, Dan Frazer était membre de l'Academy of Motion Picture Arts and Sciences. Sa fille, Susanna Frazer, le définit comme « un acteur très sincère et naturel ».

## Décès
Il meurt d'un arrêt cardiaque le 16 décembre 2011 à 90 ans.

## Filmographie

### Au cinéma
- 1963 : Le Lys des champs (Lilies of the Field) de Ralph Nelson : Frère Murphy
- 1966 : Lord Love a Duck de George Axelrod : Honest Joe
- 1967 : La Symphonie des héros (Counterpoint) de Ralph Nelson : Chaminant
- 1969 : Prends l'oseille et tire-toi (Take the Money and Run) de Woody Allen : Julius Epstein, le psychiatre
- 1970 : Tick... Tick... Tick et la violence explosa (…Tick… Tick… Tick…) de Ralph Nelson : Ira Jackson
- 1971 : Bananas de Woody Allen : Le prêtre
- 1972 : Les Poulets (Fuzz) de Richard A. Colla : Le lieutenant Byrnes
- 1972 : The Stoolie (en) de John G. Avildsen : Le sergent Alex Brogan
- 1973 : Dynamite Jones (Cleopatra Jones) de Jack Starrett : Crawford
- 1974 : Les Superflics (The Super Cops) de Gordon Parks : Krasna
- 1975 : L'Évadé (Breakout) de Tom Gries : un douanier (non crédité)
- 1991 : Saying Kaddish de Oren Rudavsky (en) : Oncle Manny
- 1992 : Flodder in Amerika! (en) de Dick Maas : Le président
- 1997 : Harry dans tous ses états (Deconstructing Harry) de Woody Allen : Le père de Janet
- 2000 : Happy Accidents de Brad Anderson : Tom Deed (voix américaine)
- 2004 : The Kings of Brooklyn de Lance Lane : Leo
- 2006 : Fireflies de Stephan Lacant : Jack
- 2010 : The Pack de Alyssa Rallo Bennett : Sol Epstein

### À la télévision
Séries télévisées
- 1950 : Studio One, épisode The Last Cruise (3-12)
- 1953 : The Philco Television Playhouse, épisode 0 for 37 (6-1)
- 1956 : Playwrights '56 (en), épisode The Day the Trains Stopped Running (1-8) : Sailor
- 1956 – 1959 : The Phil Silvers Show (en), 4 épisodes : Divers rôles
- 1956 : The Tab Hunter Show (en), épisode The Doll in the Bathtub (1-9) : Waters
- 1960 : Outlaws (en), épisode The Quiet Killer (1-10) : Sam Childers
- 1961 : The Andy Griffith Show, épisode Mayberry Goes Hollywood (1-13) : M. Harmon
- 1961 : Car 54, Where Are You? (en), épisode Change Your Partner (1-4) : Bradley
- 1962 : Alcoa Premiere (en), épisode Ordeal in Darkness (2-7) : Corby
- 1962 – 1964 : Route 66, 3 épisodes : Divers rôles
- 1963 : I'm Dickens, He's Fenster (en), épisode The Syndicate (1-24) : Charles
- 1963 : Les Incorruptibles (The Untouchables), épisode Un dernier meurtre (One Last Killing) (4-24) : Phil Olive
- 1963 : Sur le pont, la marine ! (McHale's Navy), épisode The Mothers of PT-73 (1-25) : Le capitaine Bryce
- 1963 : Haute Tension (Kraft Suspense Theatre), épisode The Machine That Played God (1-7) : M. Chilton
- 1964 : East Side/West Side, épisode The Givers (1-25) : Keller
- 1964 : The Reporter (en), épisode The Givers (1-25) : Bomber Benson
- 1965 : The Trials of O'Brien, épisode The Trouble with Archie (1-8) : Anderson
- 1965 : Honey West, épisode Invitation to Limbo (1-14) : Harold Sutter
- 1966 : Mon martien favori (My Favorite Martian), épisode TV or Not TV (3-19) : Clete Baxter
- 1966 : Flipper le dauphin (Flipper), épisode Le Raton-laveur qui est venu dîner (The Raccoon who Came to Dinner) (2-24) : Gorden, l'inspecteur du parc
- 1966 : Blue Light, épisode How to Kill a Soldier (1-12)
- 1966 : Run, Buddy, Run (en), épisode Buddy Overstreet, Forgive Me (1-9) : Dr Chester
- 1966 – 1967 : Sur la piste du crime (The F.B.I.), 2 épisodes : Divers rôles
- 1967 : Run for Your Life, épisode The Face of the Antagonist (2-19) : M. Gillman
- 1967 : The Road West (en), épisode The Agreement (1-28) : Le shérif Lyle Saunders
- 1967 : Les Envahisseurs (The Invaders), épisode Le prophète (The Prophet) (2-11) : Le reporter
- 1968 : N.Y.P.D. (en), épisode Cry Brute (1-20)
- 1973 – 1978 : Kojak, 116 épisodes : Le capitaine Frank McNeil
- 1979 : Flying High, épisode Ladies of the Night (1-14) : M. Charles
- 1979 : Greatest Heroes of the Bible, épisode The Ten Commandments (2-6) : Araziah
- 1980 : Barney Miller, épisode The Inventor (6-21) : Dr Matthew Kramer
- 1981 : La Famille des collines (The Waltons), épisode The Move (9-8) : Le colonel Henry Brunson
- 1986 – 1996 : As the World Turns, 7 épisodes : Le lieutenant McCloskey
- 1987 : Everything's Relative (en), épisode Forgotten, But Not Gone (1-7)
- 1989 : Monsters, épisode Taps (1-17) : Sam
- 1997 : New York, police judiciaire (Law and Order) (saison 7, épisode 18) : juge Barry McLellan
- 1997 : New York, police judiciaire (Law and Order) (saison 8, épisode 6) : juge Barry McLellan
- 2001 : New York, unité spéciale (Law and Order: Special Victims Unit) (saison 2, épisode 18) : Le juge canadien
- 2002 : New York, section criminelle (Law & Order: Criminal Intent) (saison 1, épisode 15) : Mack McNeil
- 2002 : New York 911 (Third Watch), épisode Une si belle journée (Crash and Burn) (4-4) : Le docteur à la retraite

Téléfilms
- 1973 : Call to Danger (en) de Tom Gries : Reynolds
- 1973 : Manhattan poursuite (The Connection) de Tom Gries : Verplanck
- 1984 : A Good Sport de Lou Antonio : Byron Carter
- 1985 : L'affaire Belarus (Kojak: The Belarus File) de Robert Markowitz : Le capitaine Frank McNeil

Courts métrages
- 1971 : Men of Crisis: The Harvey Wallinger Story de Woody Allen